# Cymatium (mollusque)
Pour les articles homonymes, voir Cymatium (architecture).
Genre
Cymatium est un genre de mollusques gastéropodes marins de la famille des Cymatiidae.

## Liste des espèces
| Selon ITIS (25 août 2014) : - Cymatium amictum - Cymatium aquatile (Reeve, 1844) - Cymatium cingulatum (Lamarck, 1882) - Cymatium comptum (A. Adams, 1855) - Cymatium corrugatum (Lamarck, 1816) - Cymatium costatum Pennant, 1777 - Cymatium cynocephalum (Lamarck, 1816) - Cymatium femorale (Linnaeus, 1758) - Cymatium gibbosum (Broderip, 1833) - Cymatium gracile Reeve, 1844 - Cymatium krebsi Morch, 1877 - Cymatium labiosum (W. Wood, 1828) - Cymatium lignarium (Broderip, 1833) - Cymatium martinianum (d'Orbigny, 1846) - Cymatium moritinctum (Reeve, 1844) - Cymatium mundum (Gould, 1849) - Cymatium muricinum (Roding, 1798) - Cymatium nicobaricum (Roding, 1798) - Cymatium occidentale (Morch, 1877) - Cymatium parthenopeum (von Salis, 1793) - Cymatium pfeifferianum (Reeve, 1844) - Cymatium pharicidum Dall, 1889 - Cymatium pileare (Linnaeus, 1758) - Cymatium pyrum Linnaeus - Cymatium rehderi A. H. Verrill, 1950 - Cymatium ridleyi (E. A. Smith, 1890) - Cymatium rubeculum (Linnaeus, 1758) - Cymatium sarcostomum (Reeve, 1844) - Cymatium tenuiliratum (Lischke, 1873) - Cymatium testudinarium (Adams & Reeve, 1848) - Cymatium tigrinum (Broderip, 1833) - Cymatium vespaceum (Lamarck, 1822) - Cymatium wiegmanni | Selon World Register of Marine Species (25 août 2014) : - Cymatium femorale (Linnaeus, 1758) - Cymatium lotorium (Linnaeus, 1758) - Cymatium raderi D’Attilio & Myers, 1984 - Cymatium ranzanii (Bianconi, 1850) - Cymatium tigrinum (Broderip, 1833) |

## Galerie

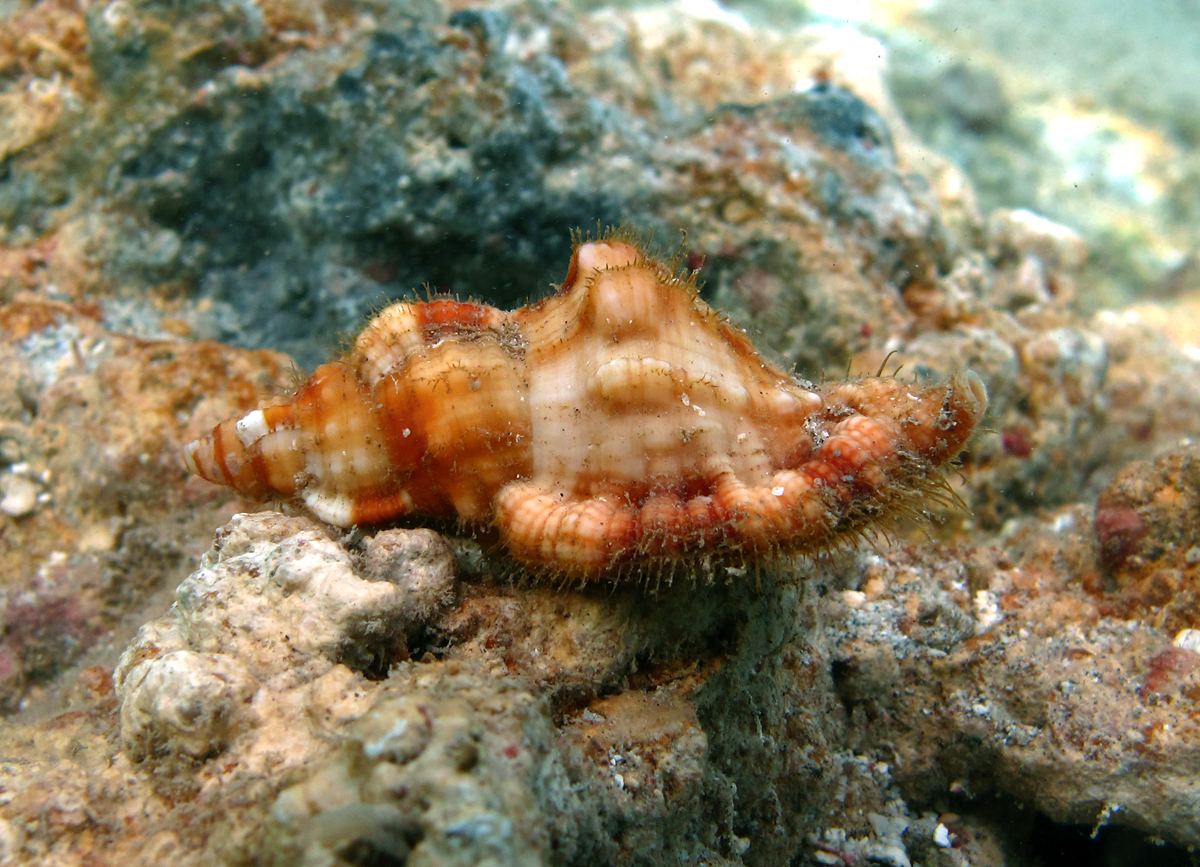
Cymatium aquatile
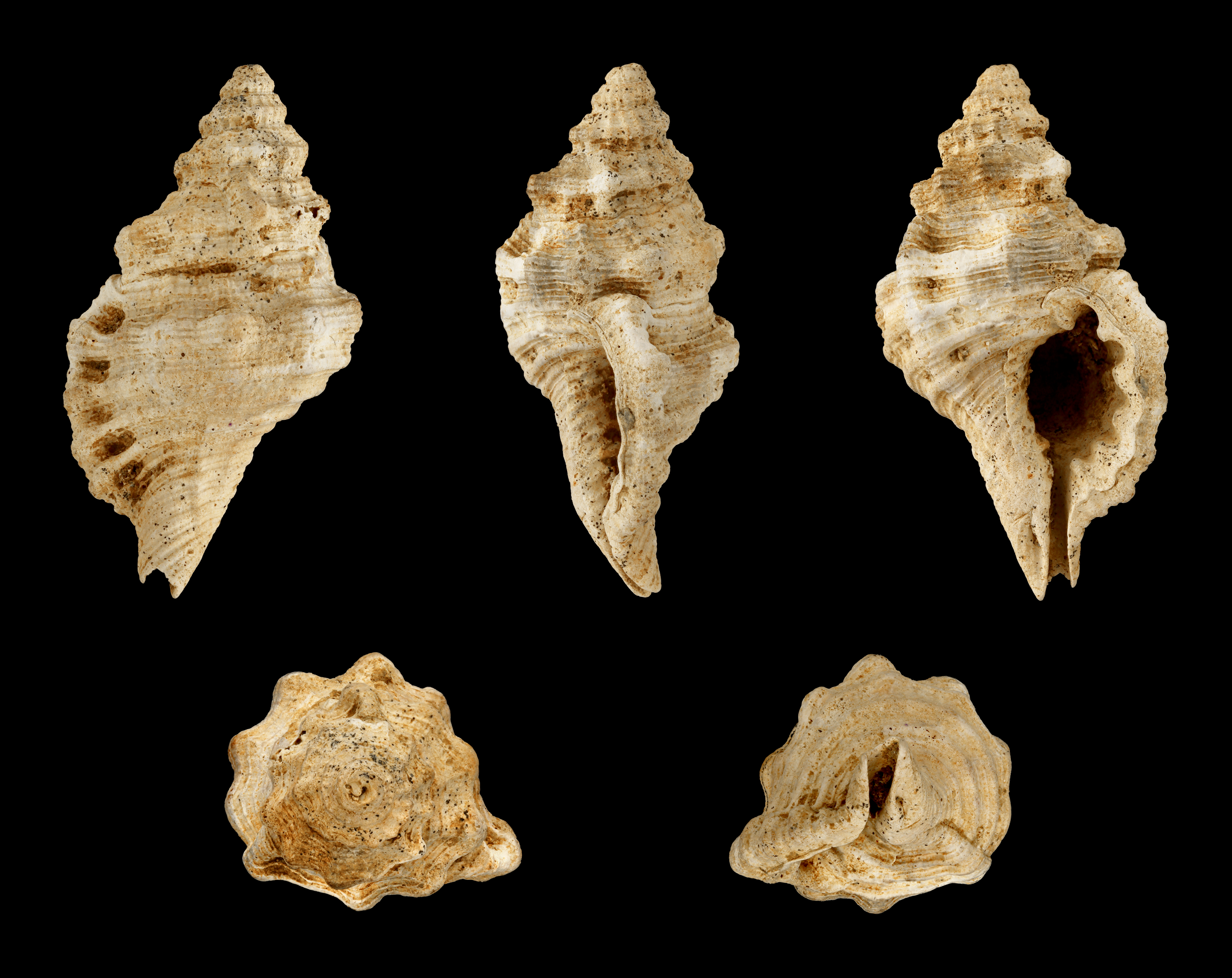
Cymatium doderleini
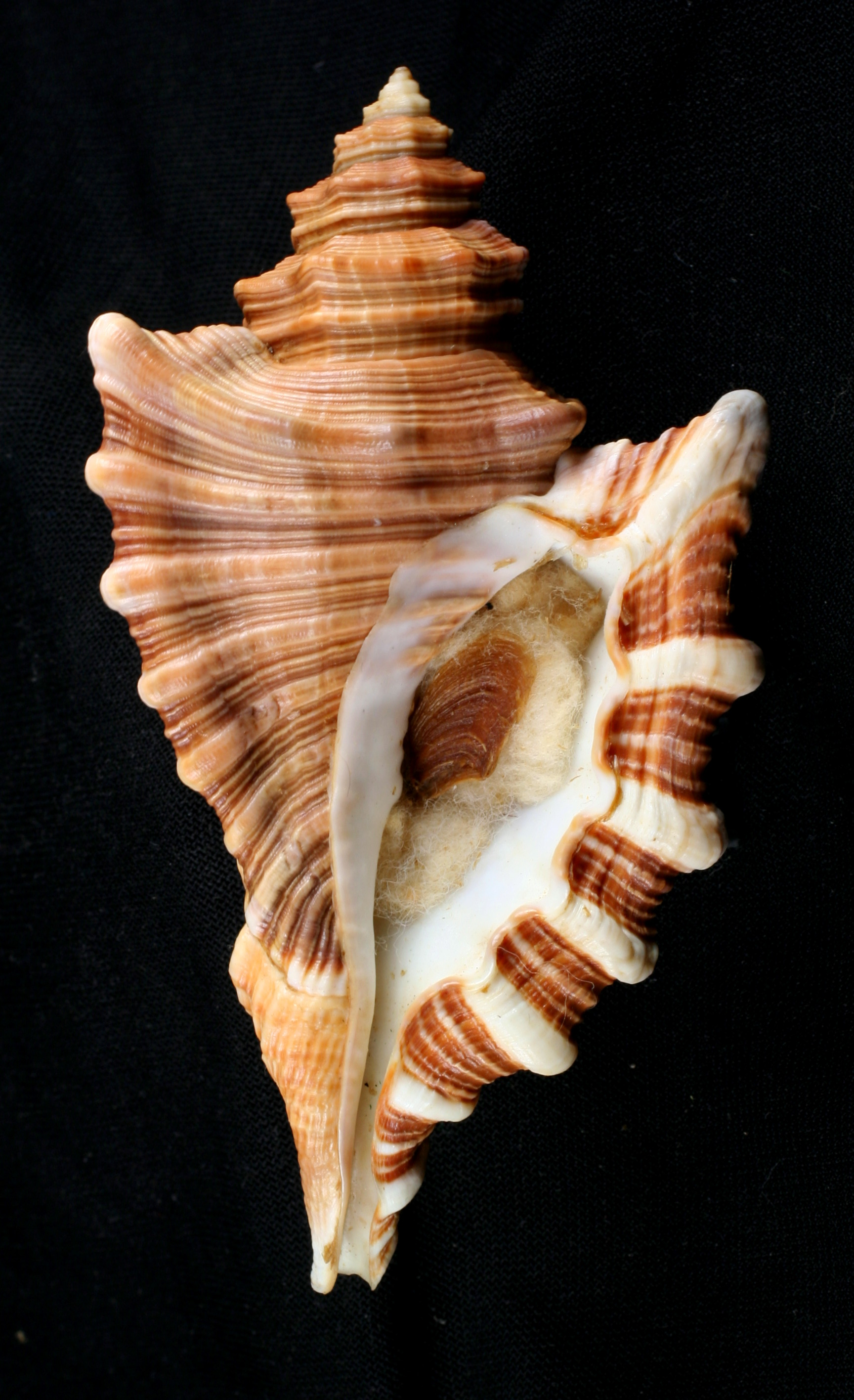
Cymatium femorale
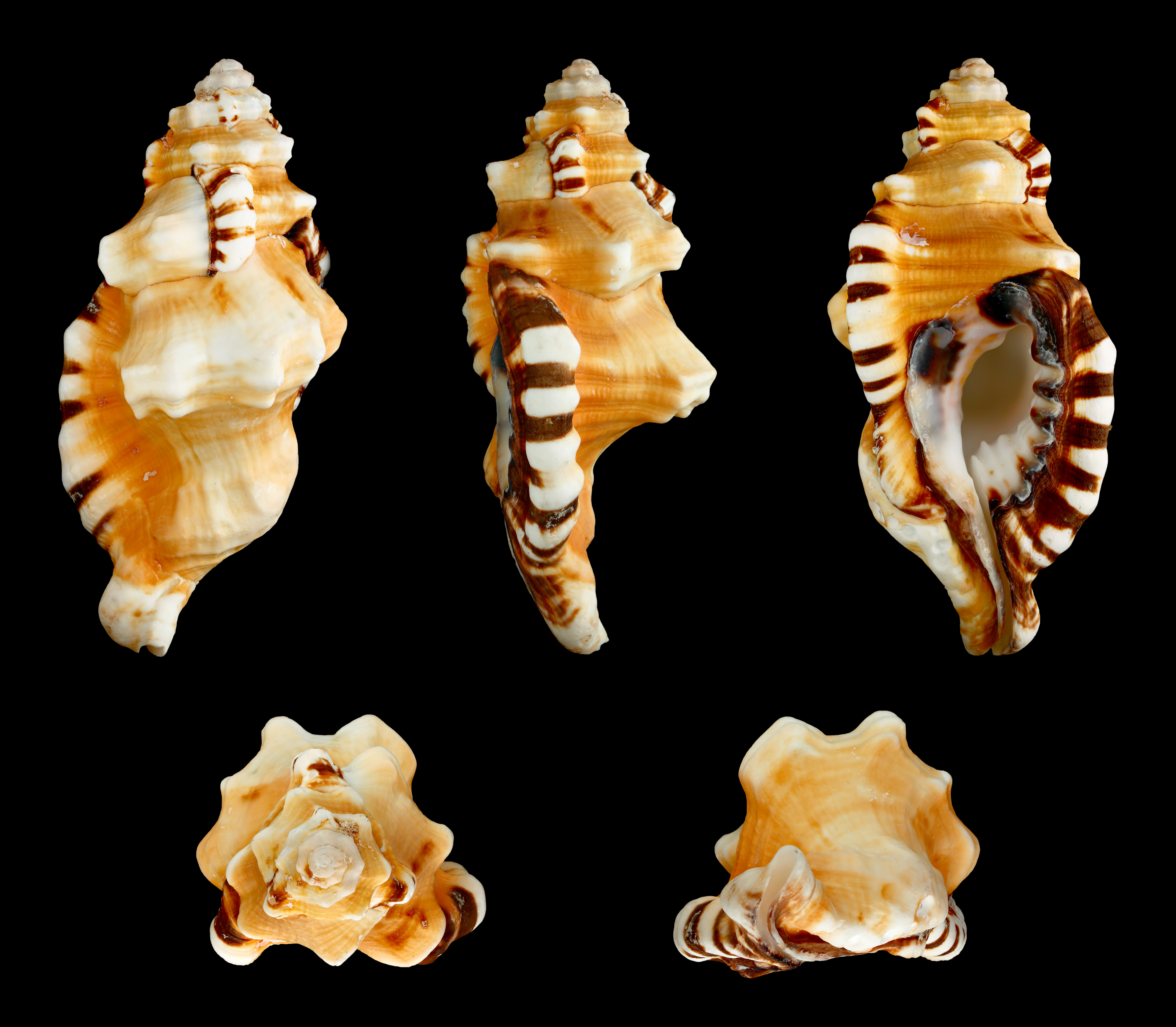
Cymatium lotorium
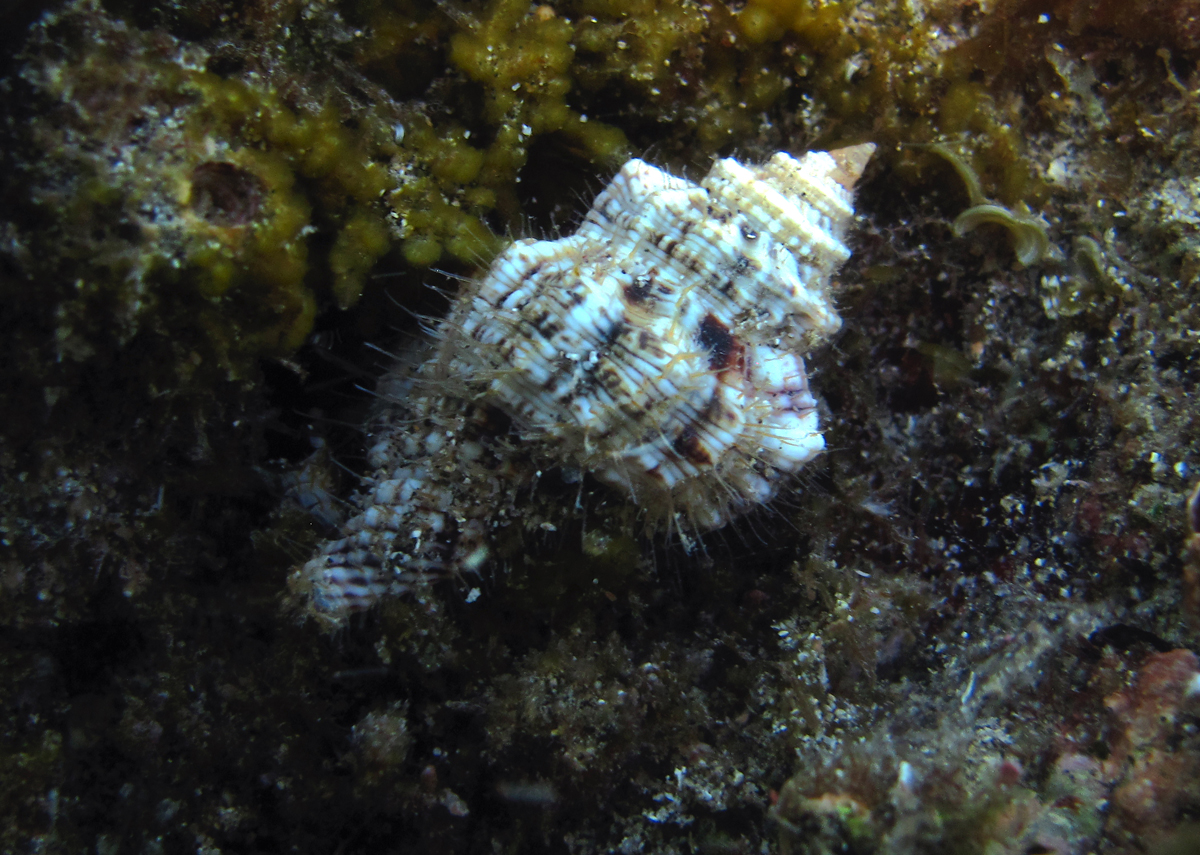
Cymatium muricinum juvénile
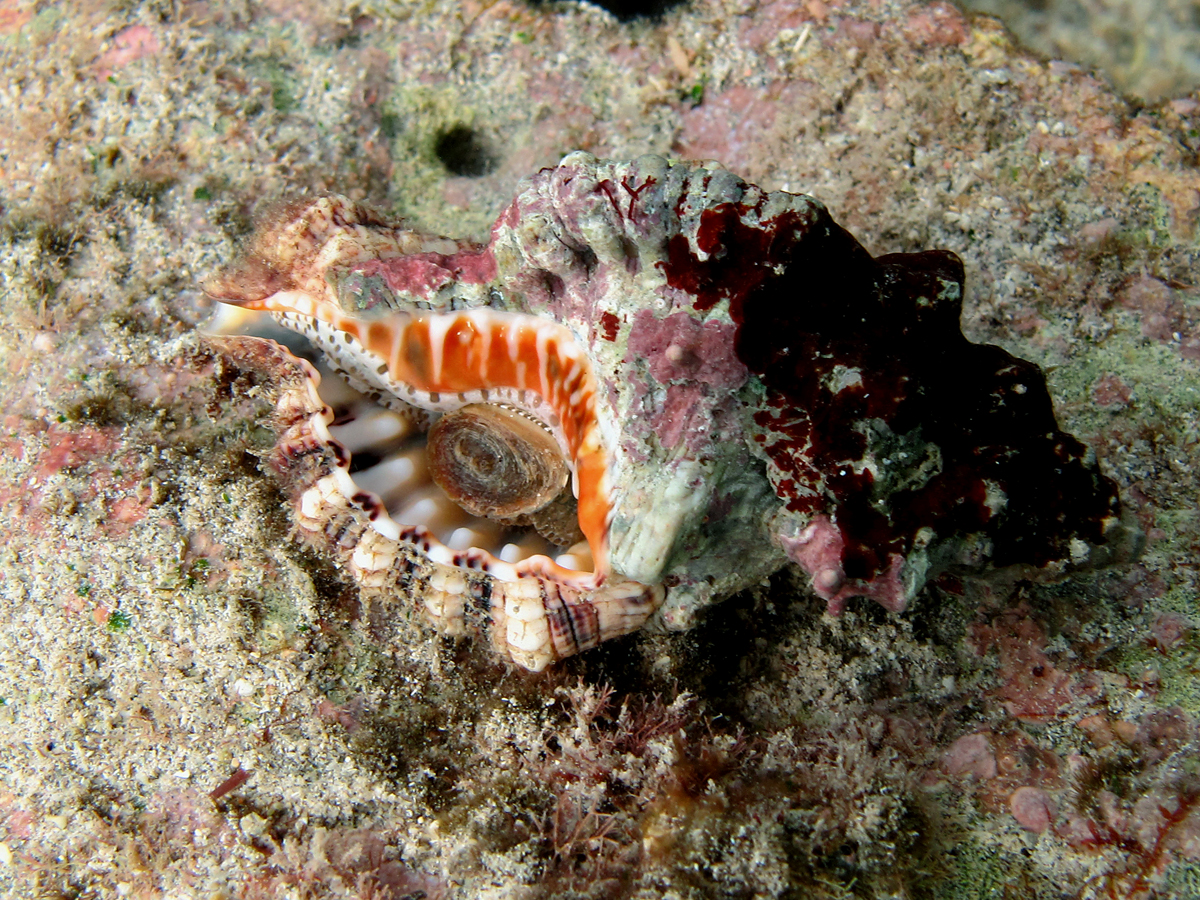
Cymatium nicobaricum
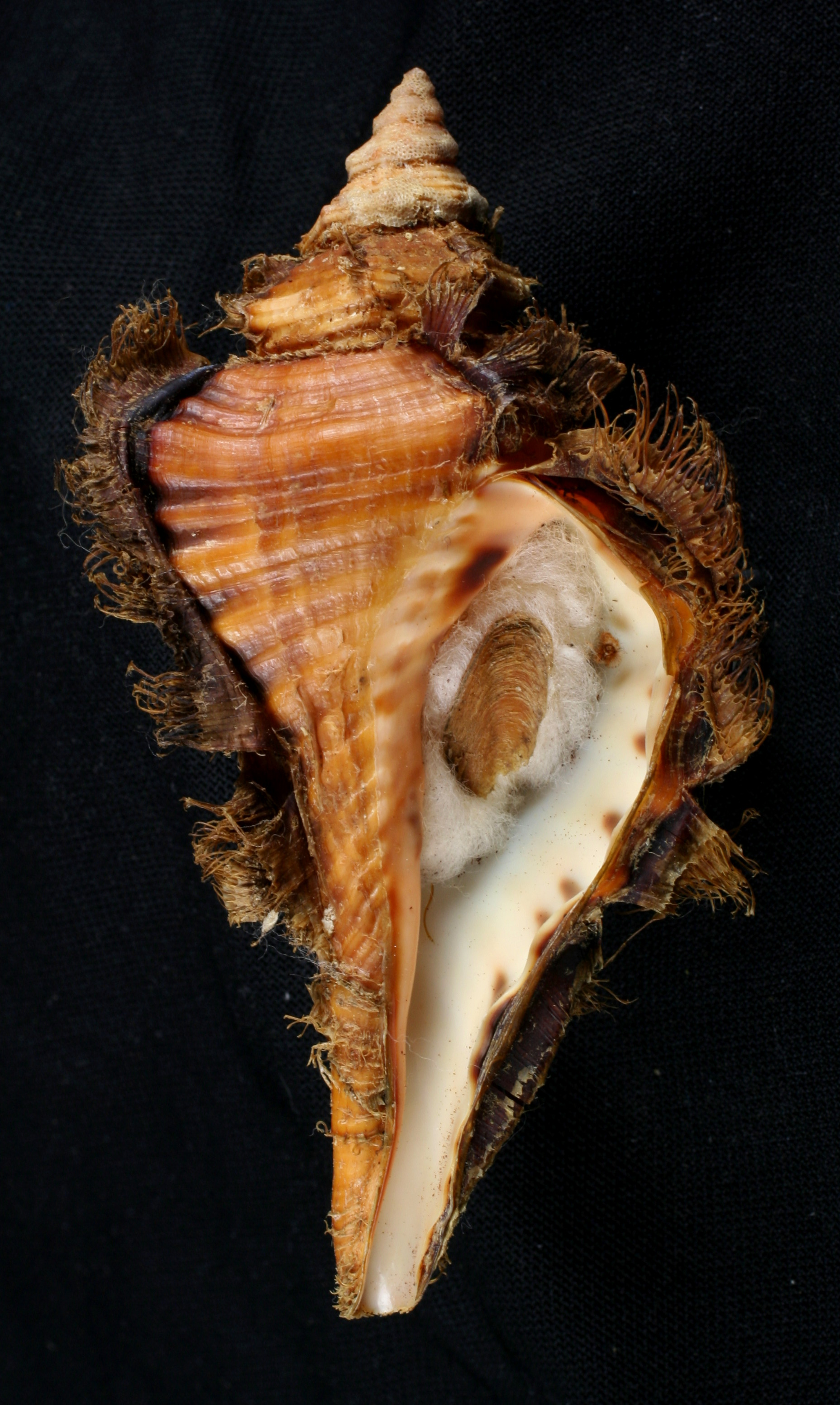
Cymatium tigrinum